# Benedetta Valauri
Benedetta Valauri (Saluzzo, XVII secolo – Saluzzo, dopo il 1723) è stata una tipografa italiana.

## Biografia
Figlia di Nicolò Valauri, tipografo attivo a Saluzzo già dal 1668 ma originario di Cuneo, ereditò l'attività del padre nel 1697 successivamente alla sua morte. La madre, vedova del Valauri, alla scomparsa del marito dovette cercare un tipografo che continuasse l'attività della stamperia: sul finire del 1697 giunse quindi a Saluzzo Giovanni Domenico Bodoni (Asti, 9 Gennaio 1661 - Saluzzo, 18 Gennaio 1723) che venne accolto in casa della vedova in qualità di garzone tipografo. L'anno seguente, questi sposò Benedetta e dalla loro unione nacque Francesco Agostino Bodoni, padre del ben più noto Giambattista Bodoni.

## Attività tipografica
La documentazione relativa alla tipografia della famiglia Valauri suggerisce una cessazione dell'attività intorno al 1692, anno dell'ultima edizione censita del padre di Benedetta. Dopo il matrimonio con Giovanni Domenico Bodoni l'attività tipografica pare ricominciare, in particolare dal 1699. Negli anni che separano le due pubblicazioni è ragionevole supporre che l'attività di Benedetta Valauri e di sua madre si sia limitata alla pubblicazione di materiale effimero, quali Grida, bandi ed Opuscoli. È altresì possibile, anche se improbabile, che l'attività sia effettivamente cessata e abbia poi ripreso con l'arrivo del Bodoni.
Allo stato attuale non è stato possibile censire alcuna edizione presente in SBN attribuibile né a Benedetta, né alla madre che, pur avendo ereditato la tipografia, non risultano quindi aver pubblicato alcunché.